# تری آرتس انترتینمنت
شرکت تری آرتس انترتینمنت (3 Arts Entertainment) که قبلاً با نام 3 Arts Productions شناخته می‌شد، یک شرکت تولید فیلم و سریال آمریکایی است که در سال ۱۹۹۱ توسط اروین استاف ، مایکل روتنبرگ و هاوارد کلاین تأسیس شده است. 
این شرکت به تولید سریال‌های تلویزیونی مانند پادشاه تپه ، اداره (هرچند بدون ذکر نام در تیتراژ)، پارک‌ها و تفریحات ، بروکلین نه-نه ، فیلادلفیا همیشه آفتابی است ، کیمی اشمیت شکست‌ناپذیر، تخریبگر آمریکایی و همچنین فیلم‌های سینمایی مانند لبه فردا  ، شکست‌ناپذیر و ۱۳ ساعت: سربازان مخفی بنغازی پرداخته است.  اولین فیلمی که این شرکت تولید کرد، فیلم «سلاح پر شده ۱» محصول نشنال لمپون بود که در ۵ فوریه ۱۹۹۳ اکران شد.
این شرکت متعاقباً در سال ۱۹۹۳ قراردادی با شرکت فاکس قرن بیستم منعقد کرد.   تری آرتس انترتینمنت در سال ۱۹۹۶ با سی‌بی‌اس و سونی پیکچرز برای راه‌اندازی شبکه تلویزیونی تری آرتس متحد شد، اما این شبکه تا پایان سال بعد، زمانی که نتوانست پروژه تلویزیونی پربیننده‌ای برای این شبکه تولید کند، منحل شد.  در سال ۱۹۹۹، شبکه تلویزیونی تری آرتس توسط دیوید بارتیس، مدیر اجرایی یونیورسال تله‌ویژن، با قراردادی در فاکس، مجدداً راه‌اندازی شد. 